# Juillan
 Juillan  es una comuna y población de Francia, en la región de Mediodía-Pirineos, departamento de Altos Pirineos, en el distrito de Tarbes y cantón de Ossun.
Está integrada en la Communauté de communes du Canton d'Ossun.

## Demografía
Su población en el censo de 1999 era de 3.506 habitantes, la mayor del cantón. Su aglomeración urbana –que también incluye Louey y Lanne tenía una población de 4.925 personas.
| 1,406 | 1,633 | 1,991 | 2,115 | 2,420 | 3,175 | 3,483 | 3,506 | 3,760 |
| Para los censos de 1962 a 1999 la población legal corresponde a la población sin duplicidades (Fuente: INSEE [Consultar]) |       |       |       |       |       |       |       |       |